# Fontaine-de-Vaucluse
Fontaine-de-Vaucluse is een gemeente in het Franse departement Vaucluse (regio Provence-Alpes-Côte d'Azur). Fontaine-de-Vaucluse telde op 1 januari 2022 576 inwoners. De plaats maakt deel uit van het arrondissement Avignon.
De plaats is de naamgever van het departement Vaucluse. Tot 1946 was dat ook de officiële naam van de gemeente. Om verwarring te vermijden besloot men in dat jaar de naam in Fontaine-de-Vaucluse te wijzigen.
Vaucluse is afgeleid van het Latijnse "Vallis clausa" dat "gesloten dal" betekent. Tijdens de middeleeuwen was de dorpskerk een bedevaartsoord omwille van het graf van bisschop Veranus van Cavaillon.

## Geografie
De oppervlakte van Fontaine-de-Vaucluse bedroeg op 1 januari 2022 7,14 vierkante kilometer; de bevolkingsdichtheid was toen 80,7 inwoners per km².

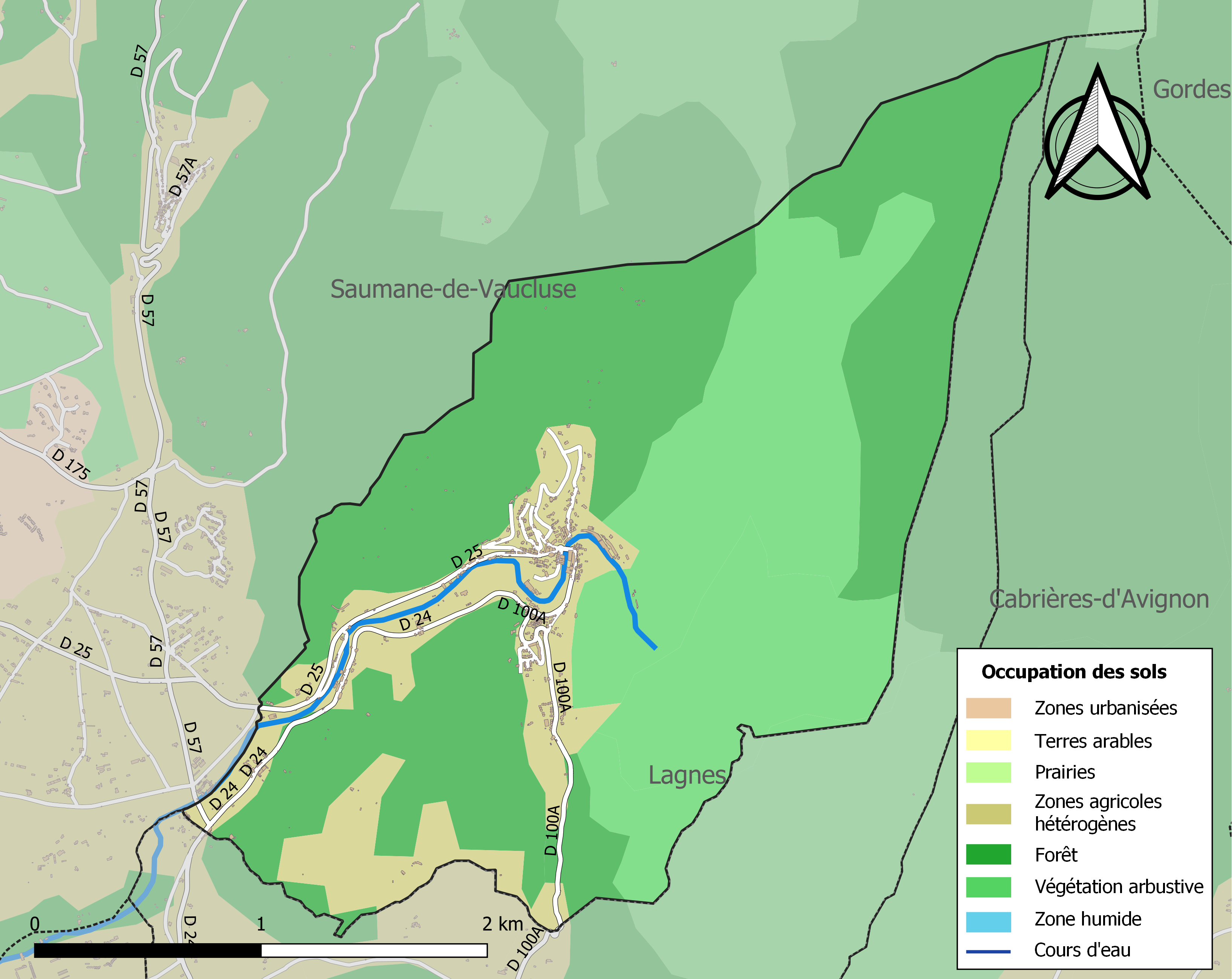
Kaart van de gemeente met belangrijkste infrastructuur, bodemgebruik en omliggende gemeenten

## Demografie
Onderstaande figuur toont het verloop van het inwonertal (bron: INSEE-tellingen).

## Bezienswaardigheden

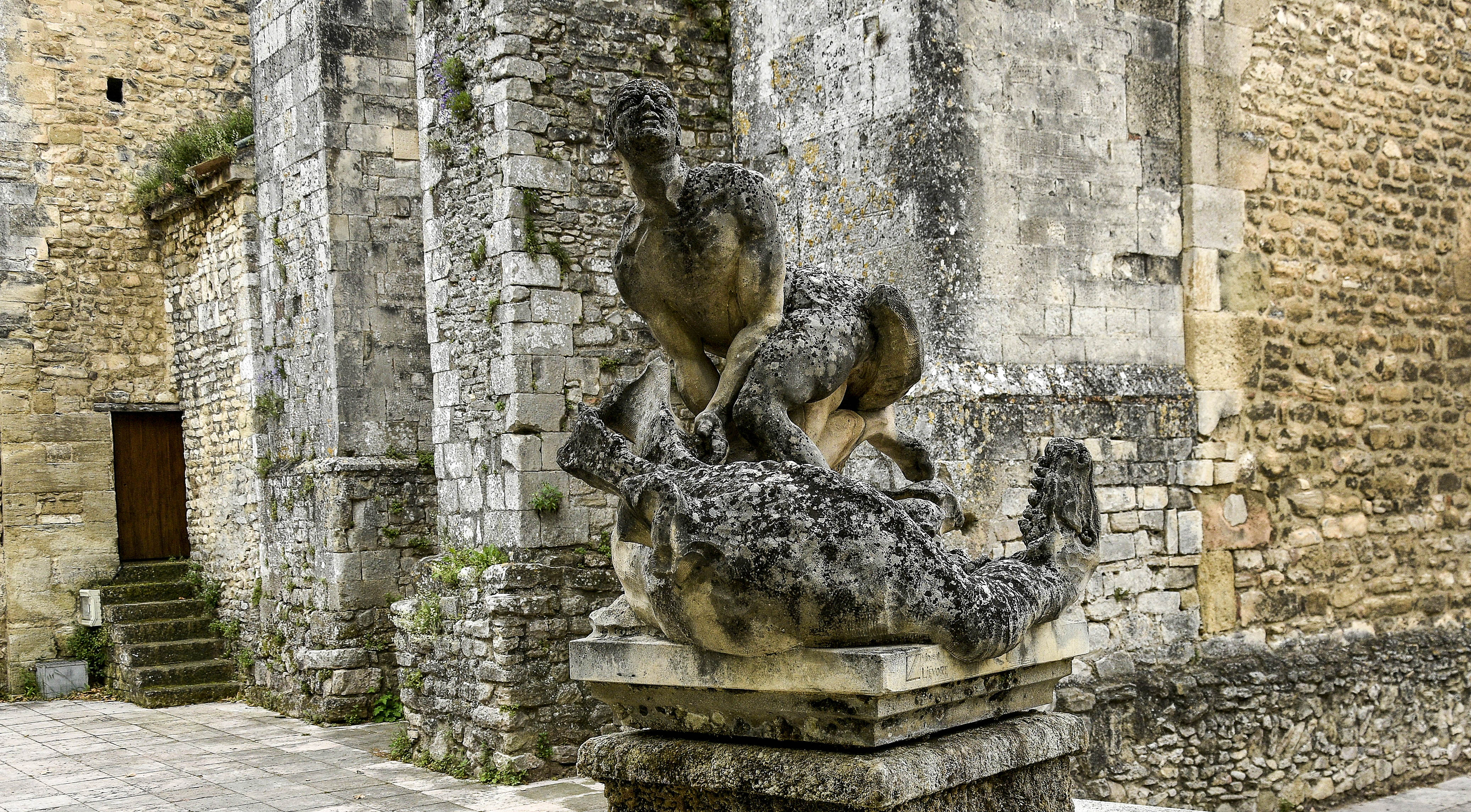
Veranus van Cavaillon

- het huis van de Italiaanse dichter Petrarca
- de resurgentie van de Sorgue, ook Fontaine de Vaucluse genaamd.